# Teatro drammatico "Marija Ermolova"
Il Teatro drammatico “Marija Ermolova” di Mosca (in russo Московский драматический театр имени М. Н. Ермоловой?, Moskovskij dramatičeskij teatr M. N. Ermolovoj è uno dei più imponenti teatri della capitale russa. Fu fondato nel 1925 da attori della bottega teatrale del Teatro Malyj sotto la direzione di Elena Leškovskaja.
Successivamente la nuova compagnia decide di legare la sua arte al nome di Maria Nikolaevna Ermolova, una celebre attrice russa dell'inizio del Novecento, alla quale Stanislavskij aveva attribuito “una infima forza interiore”. La scelta ricevette il consenso e la benedizione della stessa Ermolova.
La Compagnia Drammatica del teatro vi rappresentava opere destinate alla valorizzazione del patrimonio artistico teatrale russo.
Il teatro occupa il più grande palazzo della via Tverskaja.
L'attuale direttore artistico è Oleg Menšikov.